# Военное дело

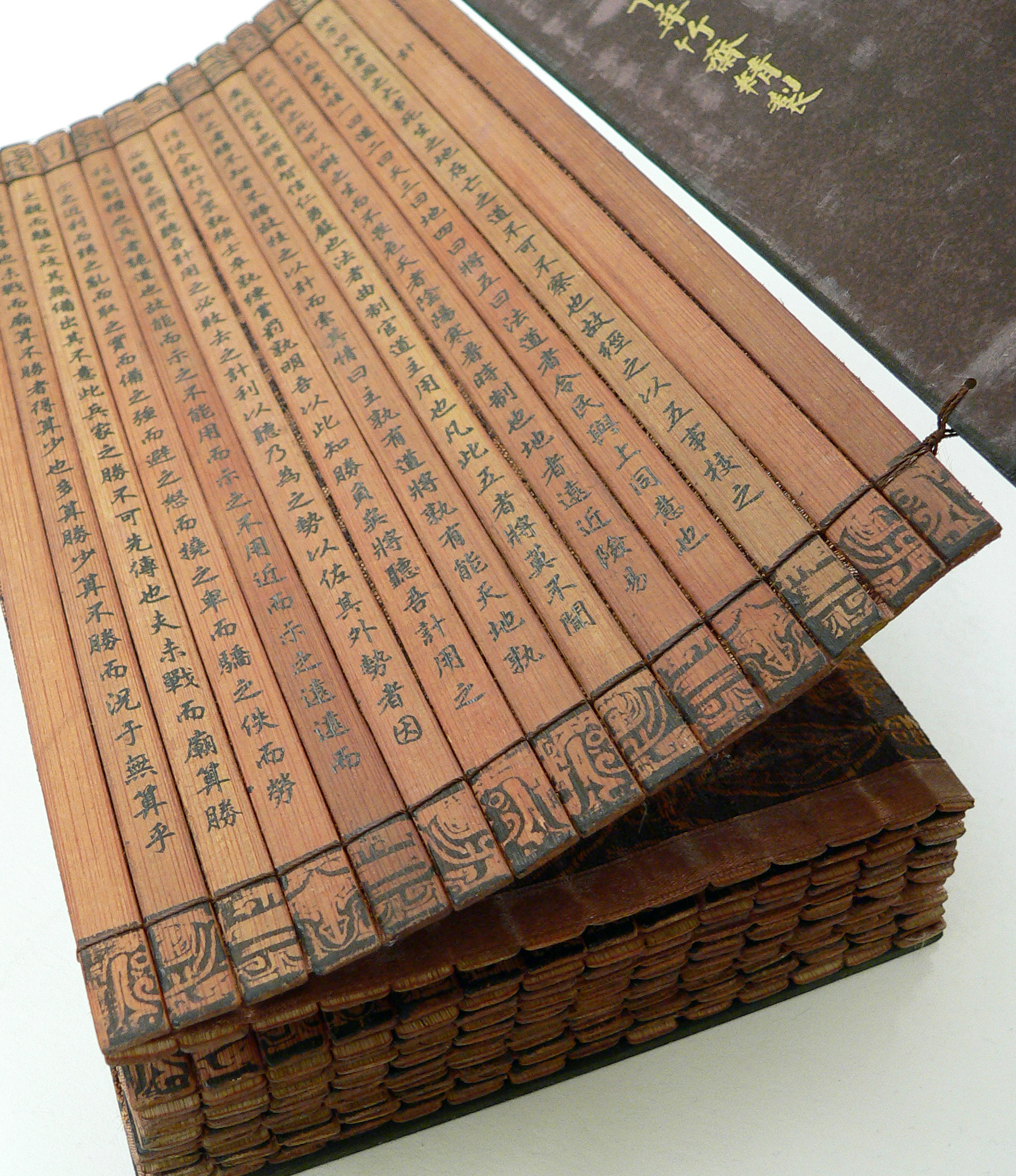
Трактат Сунь-цзы, «Искусство войны».

Вое́нное де́ло — собирательный военный термин, охватывающий теоретические и практические вопросы, связанные со строительством, подготовкой и действиями вооружённых сил государства в мирное и военное время, а также подготовкой гражданского населения на случай войны.
В узком смысле — система специальных знаний, умений и навыков, необходимых военнослужащим и военнообязанным для успешного выполнения своего воинского долга. Для овладения этими знаниями и умениями контингент военнообязанных призывного и допризывного возраста проходит курс военной подготовки.
В некоторых других государствах (языках) данный термин часто отсутствует, его заменяют (применяют) иными терминами — военная наука, военные исследования, военные науки и военное искусство и так далее (в военном деле России эти термины имеют своё значение и состав, см. ниже).

Одно из видов искусств, военное искусство (искусство ведения войны), без которого остальные искусства не могут существовать…
Военное дело, которое по всеобщему представлению зависит от одной только доблести и до известной степени от счастья, они сделали предметом опыта и изучения, сведя к системе дисциплины и тактики.— Флавий Вегеций Ренат, Краткое изложение военного дела.

Военное дело просто и вполне доступно здравому уму человека. Но воевать сложно.— Карл Филипп Готтлиб фон Клаузевиц

С необыкновенными технологическими достижениями война превратилась в одну из самых сложных наук.— Фидель Кастро, 2009 год

## История
Военное дело присутствует всю историю человечества, так как оно затрагивало его коренные интересы. За период с 3600 до н. э. до 1980 года произошло примерно 1455 войн, в том числе две мировые войны, в течение которых было убито, умерло с голоду и от эпидемий свыше 3,6 млрд человек. По подсчётам Н. П. Михневича в истории человечества на один год мирной жизни всего человечества приходится в среднем 13 лет войны. Конфликты в обществе (государстве) и среди них возникали на всех стадиях развития человеческого общества и оказывали определённое влияние на его развитие.
Военное дело начинает культивироваться в обществе, как и все другие занятия людей, направленные, прежде всего, на поддержание жизненно важных функций, таких как продолжение жизни, рода, свобода.
На состав, развитие и содержание военного дела в том или ином государстве (обществе), в конкретную историческую эпоху, влияло множество факторов, прежде всего таких, как социальный и политический строй государства, уровень развития промышленного производства, уровень развития науки и образования, культурные традиции населения, духовное состояние общества в государстве. В целом содержание, основные направления развития и совершенствования военного дела в любом государстве имеют общие черты, которые вытекают из объективных закономерностей мирового развития. Вместе с тем они имеют и существенные отличия, обусловленные географическим положением государства, его народонаселением, экономической деятельностью, характером внешних угроз.
Военное дело начинает играть существенную роль в социально-политической жизни многих этнокультурных образований по разным причинам: это была борьба за жизненное пространство, за территории; либо военное дело становилась видом деятельности, при котором было возможно увеличение благосостояния той или иной культурно-исторической общности (по крайней мере некоторой её части), было средством наживы или средством выживания в экстремальные периоды существования этноса.
В Древних Египте, Греции, Индии, Китае, а затем и в Риме появились первые теоретические работы по военному делу, отдельные положения которых не утратили своей значимости и поныне.
В Средние века…
С течением времени теория и практика военного дела совершенствовалась, создавались новые виды и типы формирований, создавалось и совершенствовалось вооружение и военная техника, улучшались стратегия и тактика их применения.
17 сентября 1941 года вышло постановление Государственного Комитета Обороны Союза ССР «О всеобщем обязательном обучении военному делу граждан СССР», в возрасте от 16 до 50 лет.
В октябре — ноябре 1941 года В Краснопресненском, Октябрьском, Первомайском, Сталинском, Таганском районах были созданы учебно-стрелковые центры и стрелковые клубы.

## Компоненты
Военное дело включает в себя следующие компоненты:
- Военное строительство — часть военного дела, включающая в себя: теорию и практику строительства (формирования, реформирования), в соответствии с внешними и внутренними условиями в мире и стране, ВС государства; взаимосвязанные экономические, социально-политические, военные и другие мероприятия по созданию и совершенствованию военной организации государства[1].
- Военное управление — составная часть управления государством в области подготовки и управления вооружёнными силами, войсками (силами) в мирное (военное) время и управление подготовкой населения на случай войны, составная часть военного дела.
  - Управление войсками (силами)
  - Военная подготовка населения
    - Начальная военная подготовка
    - Подготовка и мобилизация резервистов
- Военное право — отрасль права которая в широком понимании охватывает все правовые вопросы, связанные с военным делом, система установленных государством правовых норм, закрепляющих принципы и формы устройства вооружённых сил, регулирующих отношения в области их строительства, жизни, быта и деятельности и определяющих обязанности, права и ответственность военнослужащих, военнообязанных и других участников обществ, отношений в области военного дела.
  - Документы (законы) мирного времени.
    - Военная доктрина — декларация о политике государства (страны) в области военной безопасности. Система официальных взглядов и положений руководства государства (страны), устанавливающая направление подготовки и действий государства, военного строительства, в мирное и военное время.

  - Документы (законы) военного времени.
- Военная политика — составная часть общей политики классов, государств, партий и других социально-политических институтов, непосредственно связанная с созданием военной организации, подготовкой и применением средств вооружённого насилия для достижения политических целей.
- Военная экономика — наиболее важная и развитая область экономики государства, которая в широком понимании охватывает все экономические вопросы военного дела, обеспечивающая военный (оборонный) потенциал государства (страны).
  - Оборонное производство[9] — область производства (промышленности) государства, являющейся совокупностью научно-исследовательских, испытательных учреждений, организаций и производственных предприятий, выполняющих разработку, испытание, производство и утилизацию вооружения, военной и специальной техники и другого имущества для вооружённых сил (силовых структур) государства.
- Тыл — составная часть ВС: совокупность органов военного управления, соединений, частей, подразделений, учреждений и специальных служб, осуществляющих тыловое и техническое обеспе́чение всех родов войск.
- Военное искусство — теория и практика подготовки и ведения войны, военных действий на суше, море, воздухе и космосе. Теория военного искусства является частью военной науки. Военное искусство включает стратегию, оперативное искусство и тактику, тесно связанные между собой. Основные положения военного искусства выражаются в его принципах, которые являются общими для военных действий стратегических, оперативных и тактических масштабов, поскольку в них находят выражение пути практического применения объективных законов войны и вооружённых сил. Состояние военного искусства зависит от уровня развития производства и средств вооружённой борьбы, характера общественного строя государства. На развитие военного искусства. оказывают влияние исторические и национальные особенности, географические условия и экономика.
- Военная наука или наука войны — область науки, представляющая собой систему знаний о подготовке и ведении войны государствами, коалициями государств или классами для достижения политических целей, составная часть военного дела.
  - Теория военного искусства
    - Стратегия военная (Теория стратегического искусства) — наука о ведении военных действий (войны) в мировом масштабе, область военного искусства. Охватывает вопросы теории и практики подготовки к военным действиям (войне), их планирование и ведение.
    - Оперативное искусство (Теория оперативного искусства)— наука о ведении военных действий в масштабе театров военных действий (ТВД), составная часть военного искусства, занимает промежуточное положение между тактикой и стратегией военной. Изучает методы подготовки и ведения совместных и самостоятельных операций (боевых действий) крупными воинскими формированиями — корпусами (группой корпусов), армиями, фронтом (группой армий), группой фронтов.
    - Теория тактики, Тактика (др.-греч. τακτικός «относящийся к построению войск», от τάξις «строй и расположение») — раздел теории и составная часть военного искусства, включающая теорию подготовки и ведения боя соединениями (корпус, дивизия, бригада), частями (кораблями) и подразделениями различных видов вооружённых сил, родов войск (сил) и специальных войск на суше, в воздухе и на море; военно-теоретическая дисциплина. Тактика охватывает изучение, разработку и подготовку всех видов боевых действий: наступления, обороны, встречного боя, тактических перегруппировок и так далее.
    - Военно-инженерное искусство (устарев. военно-инженерное дело) — часть военного искусства, охватывающая теорию и практику подготовки и ведения инженерного обеспе́чения вооружённой борьбы: проектирование и строительство военных объектов, коммуникаций, укреплений и мостов, обеспечение войск водой, энергией и вспомогательными средствами, применение или обезвреживание обычных взрывчатых средств, в том числе мин, в целях облегчения продвижения своих или препятствования продвижению неприятельских войск, а также другие вопросы инженерного обеспечения. Кроме того, в понятие военно-инженерного искусства входит проектирование и разработка оборудования, необходимого для выполнения перечисленных задач, в том числе средств маскировки и укрытия.
    - Военно-морское искусство — часть военного искусства, охватывающая теорию и практику подготовки и ведения вооружённой борьбы на море. Военно-морское искусство состоит из стратегического использования военно-морского флота, оперативного искусства и тактики военно-морского флота.

  - Управление и теория военного строительства — представляет собой систему научных знаний о сущности, закономерностях, принципах, формах и способах управления и строительства вооружённых сил, войсками (силами) в военных (боевых) действиях, а также их жизнедеятельности в мирное время.
    - Мобилизационная подготовка.
    - Военная история — наука о происхождении, строительстве и действиях вооружённых сил (воинских формирований) государств (народов) мира.
      - История военного искусства.
      - Отечественная военная история.
      - Зарубежная военная история.

    - Военное законодательство (Военное право).
    - Военная статистика — выявление, анализ и сбор статистических данных явлений и процессов военного дела.
    - Военная география.
    - Военная топография
    - Военная геология.
    - Военная педагогика — отрасль педагогики, изучающая закономерность в воспитании, обучении и психологической подготовке военнослужащих.
    - Военная психология.

  - Теория военного обучения и воспитания.
    - Оперативная подготовка.
    - Боевая подготовка.
      -         - Общевоинские уставы.
        - Строевая подготовка.
        - Физическая подготовка.
        - Медицинская подготовка.
        - Военно-инженерная подготовка.
        - Радиационная, химическая, биологическая защита.
        - Военная топография

    - Боевое слаживание

  - Теория военной экономики и тыла (снабжение, обеспечение)
    - Теория военной экономики.
    - Теория оборонного производства
    - Тыловое обеспечение.
    - Военный транспорт.

Военное искусство изучает развитие законов войны, включает в себя изучение целей войны (военная политика), с помощью средств войны — вооружённых сил (военное строительство: организации, управления, вооружения и оснащения войск, крепостей, флота).
Военные науки включают доктрины использования войны, средств войны (вооружённые силы), стратегию (линия войны (военных действий) и тактику (выполнение индивидуальных передвижений (марши) и сражения войск).
Военная история изучает историю войн (военных действий) и выводы из войн (военных действий).
В дополнение к практическим военным наукам используют другие (вспомогательные) науки (фортификация, вооружение и т. д.).
В дополнение к военным наукам предусматривается использование части других наук, знание которых вызвано военной необходимостью (военной географии, военной геологии и т. д.).
Для изучения военного дела во многих государствах созданы специализированные учебные заведения (военные академии, училища, институты и так далее), так же его изучают или планируют изучать и в некоторых гражданских учебных заведениях (см. военная кафедра) многих государств.

## В мире
В зарубежных государствах данный термин отсутствует, имеется (замещается) термином военная наука (военные исследования, военные науки) или военное искусство (в России данные термины имеют отдельное значение, представленное далее). Наиболее значимые иностранные модели военного дела представлены ниже.

### Прусская (немецкая) модель
Мотивация, внутренняя убежденность — решающее условие успеха в военном деле.— Г. Коль, федеральный канцлер ФРГ
В Германии, Австрии, Швейцарии, Венгрии, ЮАР и некоторых государствах Южной Америки военные исследования (или военные науки; нем. Militärwissenschaften) — обозначает всё, что относится к военному искусству, военным наукам и истории войн (военных действий) (или: военной истории).

### Англосаксонскаямодель

Зоны ответственности территориальных объединённых командований ВС США (декабрь 2008 года).

В США, Англии, Австралии, Канаде, Новой Зеландии и в других англоязычных странах военная наука (англ. Military science) представляет собой процесс перевода национальной оборонной политики государства для производства военной мощи, используя военных учёных, в том числе: теоретиков, исследователей, учёных занимающихся экспериментами, прикладных учёных, конструкторов, инженеров, проводящих испытания, а также военнослужащих, ответственных за создание прототипов вооружений. Поступая таким образом, военная наука стремится интерпретировать политику в такие военные навыки, которые, применяя военные концепции и военные методы, можно использовать в военных технологиях, в военных системах оружия и других военных вопросах для производства требуемого военного потенциала государства. Состоит из:
- История военного искусства.
- Состав, применение сил (войск) и обучение:
  - Военная организация.
  - Структурирование сил (войск).
  - Профессиональная подготовка и военное образование.

- Военные методы и концепции:
  - Военная история.
  - Военная доктрина и стратегия[12].
  - Военная география.

- Военные системы:
  - Военная разведка.
  - Военная логистика.
  - Военное оборудование и техника.

## В России
Военное дело в России является термином, который в широком понимании охватывает все вопросы военной теории и практики, связанные со строительством, подготовкой и действиями Вооружённых сил государства в мирное и военное время, а также подготовкой населения на случай войны.
... Но военное дело требует не одной честности, а и аккуратности, особенно при секретной работе в штабах. Можно быть честным, но если не соблюдать должного порядка, то можно нанести вред, даже того не желая. Враг использует и неряшливость, и любое другое наше упущение. ... .Хрущёв, Никита Сергеевич

### В вооружённых силах
Военное дело — в узком смысле — военное дело в Вооружённых силах СССР и России означает систему знаний, умений и навыков, необходимых военнослужащим и военнообязанным для успешного выполнения своего воинского долга. Для различных категорий военнослужащих предусмотрены отдельные критерии по знаниям, умениям и навыкам, в зависимости от вида вооружённых сил, рода войск, части, специальности (военно-учётная специальность, ВУС)) и занимаемой должности.

Я клянусь добросовестно изучать военное дело, всемерно беречь военное и народное имущество и до последнего дыхания быть преданным своему Народу, своей Советской Родине и Советскому Правительству.— Военная присяга в ВС СССР
Главным условием выполнения военнослужащим своих обязанностей является его обучение по программе Боевой подготовки.
Для овладения специальностью «стрелок» необходимо иметь образование не ниже основного общего образования (девяти классов средней школы). Подготовка по специальности осуществляется по месту службы в войсках (силах).
После обучения стрелок обязан знать:
- - в совершенстве своё личное оружие (автомат, карабин), средства РХБЗ;
  - знать основы современного общевойскового боя, уметь чётко действовать в наступлении, обороне, встречном бою, при форсировании водных преград, а также в составе десанта;
- владеть личным оружием;
  - приёмами посадки и высадки из автомобиля, боевой машины пехоты (БМП), броневого транспортёра (бронетранспортёра, БТР) ведения боя в лесу, горах, населённых пунктах, днём и ночью, в условиях плохой видимости, различных климатических условиях, во все времена года;
  - уметь вести из автомата (карабина), меткий огонь по противнику (в том числе во время движения автомобиля, БМП, БТР или с коротких остановок), наблюдать за результатами огня и умело корректировать его;
  - оборудовать различного рода укрытия (окопы, блиндажи), пользоваться средствами индивидуальной РХБЗ;
  - применять все виды оружия, находящегося на вооружении отделения и взвода (пулемёт, гранатомёт, огнемёт и другие), минировать местность и делать проходы в минных полях;
  - пользоваться приспособлениями и механизмами, расположенными в автомобиле, БМП, БТР;
  - помогать наводчику-оператору в техническом обслуживании вооружения БМП, БТР, а водителю — в проведении технического обслуживания автомобиля, БМП, БТР[13];

Военнослужащие, успешно освоившие военное дело по своей специальности, в назначенной должности и выполняющие свой воинский долг добросовестно, могут быть отмечены (отмечались) знаками отличия (например):
- Отличник РККА / Отличник ВМФ
- За отличную стрельбу
- Отличник боевой и политической подготовки.
  - Отличник Советской Армии.
  - Отличник Военно-Воздушных Сил.
  - Отличник Военно-Морского Флота.